# Ust'-Čarišskaja Pristan'
Ust'-Čarišskaja Pristan' (in russo Усть-Чарышская Пристань?) è un villaggio del settore meridionale della Siberia Occidentale situato nel Territorio dell'Altaj,  in Russia. È il centro amministrativo del distretto Ust'-Pristanskij.
La località si trova sulle rive del fiume Ob', 155 km a sud della capitale Barnaul.